# Parti de la dignité
Pour les articles homonymes, voir Karama.
Le Parti de la Dignité ou Karama est un parti politique nasseriste de gauche fondé en Égypte en 1996.
Le président du Parti de la Dignité est Hamdine Sabahi.
En septembre 2012, il fusionne avec trois autres partis nasséristes pour former le Courant populaire égyptien.